# Császári és Királyi Légierő
A Császári és Királyi Légierő (németül: Kaiserliche und Königliche Luftfahrtruppen, vagy k.u.k. Luftfahrtruppen, a. m. Császári és Királyi Légjárócsapatok) az Osztrák–Magyar Monarchia légiereje volt 1893-tól az első világháború végéig. A légierő a Császári és Királyi Fegyveres Erők egyik ága volt a hadsereggel és a haditengerészettel. A megalapításakor csupán néhány léggömbös osztagból állt, később viszont repülőgépeket és hidroplánokat is rendszeresítettek. Azonban nagyobb fejlesztés csak Franz Conrad von Hötzendorf, a Monarchia vezérkari főnöke által elindított repülési modernizáció során történt. Ő és tisztjeinek egy része az elavult léggömböket és repülőgépeket leszereltette, s helyükre újonnan beszerzett instrumentumokat állított. A vezérkari főnök 1912. április 24-én Emil Uzelacot, a tapasztalt és jól képzett horvát származású tisztet nevezte ki a légierő főparancsnokának, aki új toborzási és képzési rendszer felállításával enyhíteni próbálta a kis számú repülőgép mellett a másik nagy problémát jelentő szakemberhiányt.
Az első világháború kitörésekor a Császári és Királyi Légierő mindössze 65 használható repülőgéppel és néhány léggömbbel rendelkezett. A repülőgéphiány csökkentésére sorra alakultak a repülőgépgyárak, közülük talán a leghíresebb a Magyar Lloyd Repülőgép- és Motorgyár. Az orosz fronton a pilóták főként felderítési feladatokat hajtottak végre, ám 1916-ra itt is megélénkült a repülőtevékenység, így az osztrák-magyar pilóták kemény légiharcot vívtak az orosz birodalmi repülőkkel. Az olasz front 1915-ös megnyitásakor a légierő fő feladata a bombázás és a felderítés volt, ám a későbbiekben szinte minden vadászszázadot ide vezényeltek, s ezen a fronton vívták legnagyobb légi harcaikat a Monarchia pilótái. A háború során 49 osztrák-magyar pilóta ért el 5, vagy annál több légi győzelmet. Őket nevezik ászpilótáknak. Közülük a legeredményesebb a galíciai születésű Godwin Brumowski volt 35 igazolt légi győzelemmel, míg a legeredményesebb magyar ász, „Az Égbolt Lovagja”, Kiss József volt 19 igazolt légi győzelemmel.
A háborút követően a betörő román és olasz csapatok a használható gépek és műszerek java részét hadizsákmányként elhurcolták. A néhány megmaradt gépet pedig az antant ellenőrző bizottsága felkutatta, és szétbontatta. A trianoni békeszerződésben pedig megtiltották, hogy Magyarországnak lehessenek katonai léghajózási járművei. Ezekkel az intézkedésekkel felszámolták az Osztrák–Magyar Légierőt, és egy ideig megakadályozták a Magyar Légierő felállítását.

## Története

### 1893-tól az első világháború kitöréséig
A légierő gyökerei a 19. század közepére nyúlnak vissza. A Habsburgok hadserege legelőször 1849-ben vetett be Montgolfier-típusú léggömböket Velence ostroma alatt. Ezek azonban még csak kezdeti szárnypróbálgatások voltak. Az első igazi léggömbös osztagokat az Osztrák–Magyar Monarchia 1890-ben kezdte megszervezni. Ezt főként azért tették, mert a léggömbös osztagokat más hadseregekben már eredményesen alkalmazták. Másrészt léggömbös osztagok megszervezését Viktor Silberer osztrák újságíró is sürgette, aki külföldön több ízben is látta, és tudósított a léggömbök katonai alkalmazásáról. 1890-ben a léggömbös osztagok felállítása érdekében a hadügyminisztérium elindította első katonai léggömbvezetői képzését, amelyre a Monarchia egész területéről több tucatnyian jelentkeztek, azonban a hadvezetés ebből csupán nyolc embert választott, és képzett ki két altiszttel és két tucat legénységi állományú katonával. A következő képzést 1891-ben indították. Ezen már több mint háromszor annyi embert képeztek ki. A hadvezetés még abban az évben vásárolt két légi ballont amelyek a Budapest és a Radetzky nevet kapták. Végül 1893. augusztus 20-án felállították az 1. Császár és Királyi Léggömbös Osztagot. Az első világháború kitöréséig a Monarchia összesen 12 léggömbös osztagot állított fel.
| Állomáshely | Osztagok száma |
| ----------- | -------------- |
| Krakkó      | 4 osztag       |
| Prezmyśl    | 3 osztag       |
| Pola        | 2 osztag       |
| Cattaro     | 1 osztag       |
| Klenak      | 1 osztag       |
| Bécs        | 1 osztag       |

Schwarz Dávid magyar feltaláló már a 19. század végén megtervezte és megépítette a Schwarz-féle kormányozható léghajót, amelyet LZ.1 néven rendszeresített, és 1900-ban hajtotta végre első sikeres repülését. Schwarz azonban szívelégtelenség miatt 1897-ben Bécsben elhunyt, özvegyétől pedig a német Zeppelin gróf vásárolta meg a léghajó megépítéséhez nélkülözhetetlen terveket. Zeppelin Schwarz terveit felhasználva több repülni képes léghajót épített, amelyet néhány éven belül a legtöbb európai állam rendszeresített. Az Osztrák–Magyar Monarchia 1909-ben határozta el magát a kormányozható léghajók beszerzéséről. Ennek érdekében rohamtempóban felhúzták a laktanyákat, hangárokat, lakásokat és javítóműhelyeket a Bécs közeli Fischamendben. Ezek után megvásárolták az első osztrák–magyar kormányozható léghajót, amelyet M1 néven rendszeresítettek. Érdekesség, hogy a léghajók a háború kitöréséig részt vettek minden éves hadgyakorlaton, azonban pont akkor a túl sok baleset és műszaki hiba miatt kiselejtezték őket.
Louis Blériot híres francia pilóta 1909-ben látogatott el Budapestre, ahol három próbarepülés során 200 000 ember előtt mutatta be gépét. Néhány hét múlva ugyanezt tette Bécsben is. Blériot a repülést egy csapásra olyan népszerűvé tette, hogy néhány hónapra rá felállították az első hivatalos repülőteret Bécsújhelyen.
Ahogy nőtt a repülés népszerűsége, a katonai vezetés elrendelte a légierő és több repülőgépgyár felállítását. A monarchia első repülőgépgyárát a bécsi iparos, Jakob Lohner alapította 1909-ben. A gyár beváltotta Lohner reményeit és dinamikusan fejlődve egyre több és jobb gépet tudott gyártani. 1910-ben egy évvel a megnyitása után már hatféle Lohner típusú repülőgépet gyártott. Ez a cég készítette el 1911-ben (és később is) a monarchia legkiválóbb hidroplánjait, amelyeket a tengerészeti repülők kaptak meg. Híres repülőgépgyár volt még a Phönix Repülőgépművek Rt., amely a korábbi Osztrák-Magyar Albatrosz Művekből alakult. Emellett nagy sikere volt az Osztrák-Magyar Aviatik Repülőgépgyárnak is, amely szinte csak Aviatik típusú repülőgépeket gyártott, általában Mercedes vagy Daimler motorral. 1915-ben alapították az Osztrák Repülőgépgyár Rt.-t, amelynek feladata volt biztosítani a repülőgép-állományt a tengerészeti repülőhadtest számára. Emellett működött még a Thöne und Fiala és a Motoros Légiközlekedési Társaság.
Magyarországon 1913-ban alakult meg az első repülőgépgyár Budapesten. A gyár olyan nagy vállalatokból állt össze, mint a Weiss Manfréd Művek, a Ganz és Társa, vagy a Hajógyár Rt. A gyár később Albertfalvára költözött, ahol rohamos fejlődésnek indult, igazgatója pedig Wittmann Viktor lett. A gyár hamarosan a Monarchia egyik legjelentősebb repülőgépgyárává vált. Itt dolgozott többek között Ernst Heinkel a második világháborús legendás német Heinkel repülőgépek atyja. 1914-ben Aszódon megalakult a Magyar Lloyd Repülőgép- és Motorgyár. Rövid időn belül az aszódi gyár gyártotta a legmegbízhatóbb gépeket, és az első igazi osztrák-magyar vadászgépeket is. A háború közepén fejlődött motorgyárból repülőgépgyárrá a Mátyásföldi Általános Gépgyár. Ez a gyár eleinte Fokker, majd Berg típusú vadászgépeket épített. Repülőgépmotor-gyárból három volt Magyarországon: a budapesti Ganz-Fiat Hiero, a szintén fővárosi Magyar Általános Gépgyár, és az aradi Marta Hiero.
| Év       | Repülőgép          | Repülőgép        | Repülőgépmotor     | Repülőgépmotor   | Munkás             | Munkás           |
| Év       | Osztrák Császárság | Magyar Királyság | Osztrák Császárság | Magyar Királyság | Osztrák Császárság | Magyar Királyság |
| -------- | ------------------ | ---------------- | ------------------ | ---------------- | ------------------ | ---------------- |
| 1914     | 40                 | 30               | 50                 | 22               | 849                | 577              |
| 1915     | 195                | 143              | 300                | 140              | 2338               | 1717             |
| 1916     | 517                | 414              | 650                | 204              | 3824               | 3024             |
| 1917     | 1050               | 664              | 900                | 330              | 5285               | 4100             |
| 1918     | 1600               | 778              | 1300               | 450              | 7650               | 4300             |
| Összesen | 3402               | 2029             | 3200               | 1156             | 7650               | 4300             |
| Összesen | 5431               | 5431             | 4356               | 4356             | 11 950             | 11 950           |

### Az első világháborúban

#### 1914
| Ország                   | Repülőgépek száma |
| ------------------------ | ----------------- |
| Osztrák–Magyar Monarchia | 65                |
| Német Birodalom          | 232               |
| Nagy-Britannia           | 90                |
| Franciaország            | 156               |
| Oroszország              | 263               |

Érdekesség, hogy a szerbiai hadjáratban részt vevő repülőszázadok már napokkal a hadüzenetváltások előtt elindultak a front felé. A legtöbb repülőgépet vasúton szállították, és valamennyi még fegyvertelen volt. A legtöbb repülőgépet az állomáshelyekre való megérkezés után látták el Spandau és Parabellum típusú szinkronizált géppuskával. Fegyverekre azonban nem is nagyon volt szükség, ugyanis a szerbeknek mindössze egy repülőszázaduk volt, így az osztrák-magyar pilótáknak főként felderítési feladatokat kellett ellátniuk, mint például a szávai átkelés biztosítása. Megjegyzendő, hogy ebben a hadműveletben a 13. század megfigyelőtisztjét, Arthur Schlett főhadnagyot a szerb lövészek a földről agyonlőtték. Ennek hatására a monarchia kivonta a hadrendből az Etrich Taube típusú gépeket, és helyükbe Lohnereket állítottak.
Miután megérkezett az orosz hadba lépés híre, a hadvezetés az ott állomásozó 11. repülőszázad megerősítésére a 3., az 5. a 7. és a 8. repülőszázadokat vezényelte ki. Ezen századok közül azonban csupán kettőnek kellett fegyveres bevetéseket végrehajtania (a 8. és a 11. század), míg a többi repülőszázad csupán felderítéseket végzett. Érdekesség, hogy a két repülőszázad pilótái Przemyśl első ostroma alatt légihidat tartottak fenn, így tudták a vezérkar utasításait eljuttatni a hatalmas erődítménybe. 1914 végétől azonban a repülések tavaszig szüneteltek a rossz időjárási viszonyok miatt.

#### 1915
Olaszország hadba lépésének következtében a Monarchia (a hadviselő felek közül először) kénytelen volt háromfrontos háborút vívni. Igen nagy kihívást jelentett a vezérkarnak minden fronton biztosítani a megfelelő mennyiségű repülőgépet, a hozzá tartozó legénységet és kiszolgáló személyzetet. Az olasz frontra küldött öt tábori repülőszázadot (a tengerészeti repülőszázadokkal kiegészítve) három nagy egységre osztották. A trieszti tengerpart védelme a XIX. hadtest és a tengerészeti repülésparancsnokság, míg a Villach–Görz arcvonal védelmének biztosítása északon a 11., délen a 6. hadsereg parancsnoksága alatt történt. A légvédelemre a háború folyamán egyre nagyobb szükség lett, ugyanis az olaszok gyakran repültek be osztrák és magyar városok fölé, hogy kisebb méretű bombáikkal károsítsák az osztrák-magyar hadigépezetet. Ám ezek a bombázások többségükben eredménytelenek voltak, hiszen kezdetleges mivoltukban nem okoztak nagyobb méretű károsodást az infrastruktúrának. Az év második felében a frissen felállított 17. század a 7.-kel és a 16.-kal kiegészülve több eredménytelen légitámadást indított Milánó ellen.

#### 1916

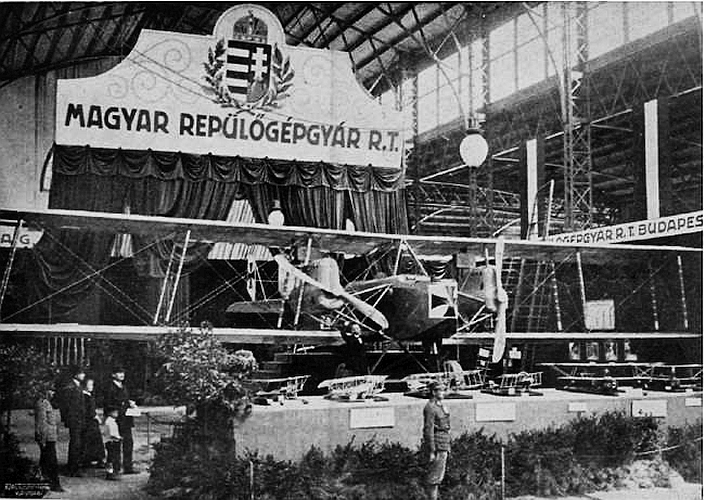
Magyar Repülőgépgyár RT. által gyártott (Ganz leányvállalat) kétmotoros bombázó a kiállításon, amelyet a Gotha G V német licenc alapján gyártottak

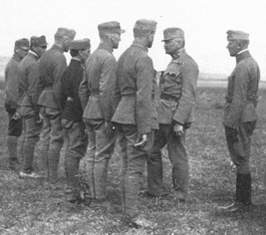
Uzelac látogatóban a csapatoknál

Az orosz fronton az időjárás jobbra fordultával megélénkültek a harci cselekmények is. A hatalmas távolságok miatt az itt lévők 150 lóerős ÖFFAG C.I típusú repülőgépeket kaptak, amelyekkel már sokkal nagyobb (4000 m-es) magasságból tudták a felderítéseket végezni. Ez azért volt nagy előrelépés mert ilyen magasra a orosz légvédelmi ágyúk már hatástalanok voltak, ha pedig egy ellenséges gép támadta meg a felderítőket a pilóták már védekezhettek is, hiszen a fejlesztés keretében a gépeket felszerelték (általában egy) nagy kaliberű géppuskával. Továbbá ebben az évben jelentek meg az úgynevezett csatarepülőgépek is. Ezek már az ellenséges lövészároknál vagy célpontnál csupán néhány méterrel repültek magasabban, így bombáikat szinte teljes pontossággal tudták eljuttatni a célpontra. Érdekesség, hogy ennek a harcmodornak kedvelője volt Godwin Brumowski, a légierő legeredményesebb pilótája.
Olasz fronton 1916 márciusában néhány tábori repülőszázad ismét egy nagyszabású bombázásra készült. A rajtaütésben a 4., a 12. és a 16. repülőszázad egységei vettek részt, akik március 27-én indultak bevetésre. Fő céljuk a Piave hídjainak lerombolása volt. A bevetés azonban eredménytelen maradt, ugyanis a gépek csupán csekély károkat okoztak a hidakban, viszont az akció több repülőgép elvesztésével járt. A magas veszteségek és az eredménytelenség fő oka az volt, hogy az akció kora hajnalban indult és a legtöbb pilóta még sosem vett részt éjjeli repülésen. A megélénkülő repülőtevékenységet mi sem jelzi jobban, minthogy 1916 végére a frontokon már 37 század teljesített szolgálatot.
A Román Királyság augusztus 28-i hadüzenetét követően az Osztrák–Magyar Monarchia immár négyfrontos háborút volt kénytelen vívni. Ilyen tekintetben a Monarchia egyedüli a háborúk történetében. Mivel a repülőszázadokra mindenhol hatalmas szükség volt, a vezérkar számára lehetetlennek tűnt, hogy teljes századokat dobjanak a román frontra. A megoldás végül a következő lett: a nagy helyismerettel rendelkező, tapasztalt pilótákból századtöredékeket hoztak létre, s ezekhez rendelték a pótszázadokban újonnan kiképzett repülősöket. Erdély miatt ezen egységekben az átlagosnál jóval több magyar szolgált. A román fronton így a 30., a 31., a 36., a 38., a 44. és az 52. repülőszázadok harcoltak.

#### 1917
Az olasz fronton ha lehet, még inkább megélénkült a repülőtevékenység. A Monarchia pilótái itt vívták legkeményebb harcaikat. Az olaszok célja a háború során az Isonzón átkelve a tengerpart mentén való előrenyomulás volt. A túlerőben lévő olasz hadsereg azonban, tizenkét isonzói csata alkalmával sem tudott jelentősebb eredményt elérni, s ez köszönhető a légierő egységeinek is. Az itt szolgáló századok mind valamely hadseregcsoport alárendeltségében voltak.
- A Conrad-hadseregcsoport repülőszázadai:[16] 15., 16., 17., 21., 24., 45., 48.
- A Jenő főherceg-hadseregcsoport repülőszázadai:[16] 2., 39., 43., 53., 56.
- A Boroevics-hadseregcsoport repülőszázadai:[16] 2., 12., 19., 32., 50., 51., 54., 55., 57., 58.
- Az 1. Isonzó-hadsereg repülőszázadai:[16] 4., 23., 28., 34., 35., 41., 42., 46., 101.

#### 1918
A háború utolsó évében a Monarchia fő ereje az olasz fronton összpontosult, ahol az osztrák-magyar és német csapatok a Piave-offenzívára készültek. A 7., a 13., a 18., a 20., a 25. és a 64. repülőszázad kivételével az összes repülőszázadot az olasz frontra küldték. A caporettói áttörést (I. piavei csata) követően a központi hatalmak megindultak az ország belseje felé, ám az olaszok ekkor 11 brit és francia hadosztályt kaptak segítségül az antanttól. Ezen egységeket bevetve végül meghátrálásra kényszerítették, és a II. illetve a III. piavei csatában legyőzték a német és osztrák-magyar csapatokat. Az offenzívában részt vevő repülőszázadok:
- A Conrad-hadseregcsoport repülőszázadai:[16] 3., 10., 17., 23., 27., 54., 73.
- A Boroevics-hadseregcsoport repülőszázadai:[16] 2., 4., 26., 28., 30., 38., 42., 47., 52., 53., 56., 57., 59., 65., 67., 68., 70., 72., 74.
- Az Isonzó-hadsereg repülőszázadai:[16] 5., 13., 19., 22., 32., 34., 35., 37., 41., 43., 44., 46., 49., 50., 51., 58., 61., 62., 63., 69., 71.
- Egyéb itt szolgáló repülőszázadok:[16] 1., 2., 3., 6., 8., 10., 11., 13., 14., 15., 16., 18., 19., 23., 24., 26., 27.

### A légierő vége
Az első világháború befejeződésével a Császári és Királyi Légierő sorsa is megpecsételődött. IV. Károly magyar király 1918. október 29-én megvitatta a Jugoszláv Nemzeti Tanáccsal a Monarchia haderejének további sorsát. A döntés egyértelmű lett: IV. Károly a Császári és Királyi Haditengerészetet minden hajójával és intézményével együtt a délszláv államnak adta, így a Császári és Királyi Tengerészeti Repülőhadtest megszűnt a Monarchiában.
A légierő sem járt jobban. A fegyverszünet megkötését követően az olasz fronton állomásozó repülőszázadok teljes gépállománya és felszerelése az olaszok és az antantcsapatok hadizsákmánya lett. A magyar légierő a Tanácsköztársaság idején még lényegesen erősebb volt az utódállamokénál, azonban 1919 augusztusától gépeit, beleértve a gyártás alatt állókat is a megszálló román csapatok rekvirálták el és hordták ki az országból. Az elrejtett, megmaradt repülőgépeket az antant ellenőrző bizottsága felkutatta és megsemmisítette. S a hasonlók történtek a repülőgépgyárakból kimenekített nagyobb alkatrészekkel is. A repülőgép veszteség ekkor körülbelül 700 gépet tett ki.
Mindemellett a trianoni békeszerződés újabb szankciókkal sújtotta a megsemmisített légierőt:

| „ | 128. cikk: Magyarország haderejének katonai vagy hadihajózási repülőszolgálata nem lehet. Kormányozható léghajót megtartania nem szabad. 129. cikk: Jelen szerződés életbeléptetésétől számítandó két hónapi határidőn belül a Magyarország szárazföldi és tengeri haderejének állományába jelenleg tartozó léghajózási személyzetet le kell szerelni. 132. cikk: A jelen szerződés életbelépése után Magyarország saját költségén az összes légi és repülési anyagot a Szövetséges Társult Főhatalmaknak kiszolgáltatni köteles. Az átadásnak az említett hatalmak kormányaitól megjelölendő helyeken kell történnie és három hónap alatt be kell fejeződnie (...). | ” |
| – Trianoni békeszerződés: III. CÍM. A katonai és haditengerészeti léghajózásra vonatkozó rendelkezések | |   |

## A légierő felépítése és felszerelése

### Parancsnokok

#### Emil Uzelac

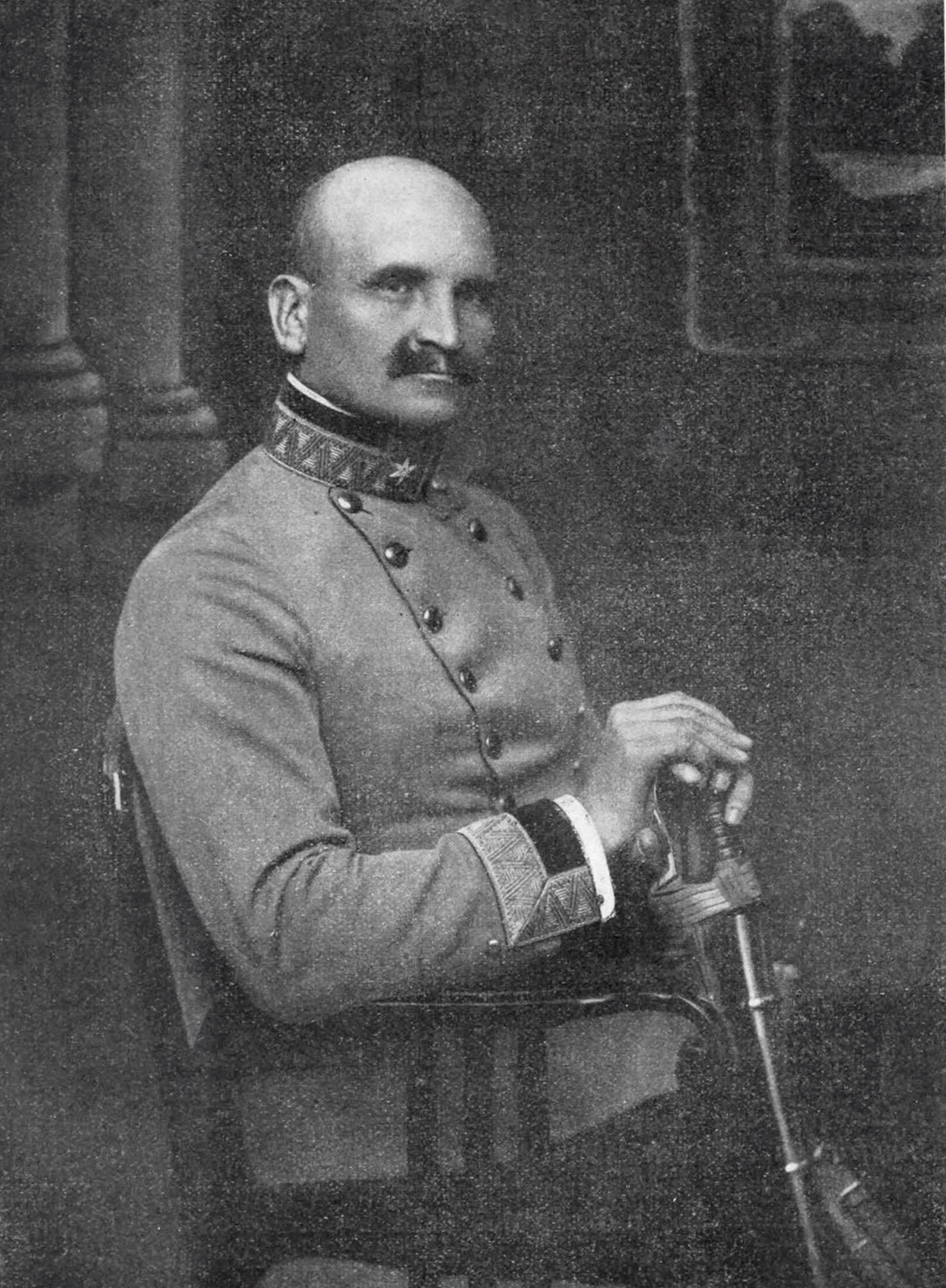
Emil Uzelac

Emil (Milan) Uzelac 1867. augusztus 26-án született Komáromban. Születési helyével ellentétben azonban horvát származású volt. Miután elvégezte a Tüzérségi és Mérnöki Akadémiát (Technische Militärakademie), Uzelac megkezdte katonai szolgálatát a 2. mérnökezredben. Pólában, majd Triesztben szolgált és emellett a trieszti tengerészeti akadémián folytatta tanulmányait. Képzése folyamán kiváló tanulmányi eredményeket ért el, és újabb technikai illetve mérnöki ismereteket szerzett. Az 1890-es évek elején az Osztrák-Magyar Kereskedelmi Flottához küldték. 1900-ban a mérnöki csapatok vezérkarának tagja lett.
Uzelacot komolyan érdekelte a repülés, és korán felismerte annak hatalmas jelentőségét. A Monarchia hadseregének megerősítésén dolgozó Conrad von Hötzendorf vezérkari főnök 1912. április 24-én őt nevezte ki az újonnan megszervezett Császári és Királyi Légierő főparancsnokává. Első intézkedéseként a legsürgetőbb problémát oldotta meg, a pilótahiányt. Ennek megszüntetésére újfajta toborzási és képzési rendszert alakított ki.

#### Franz Conrad von Hötzendorf

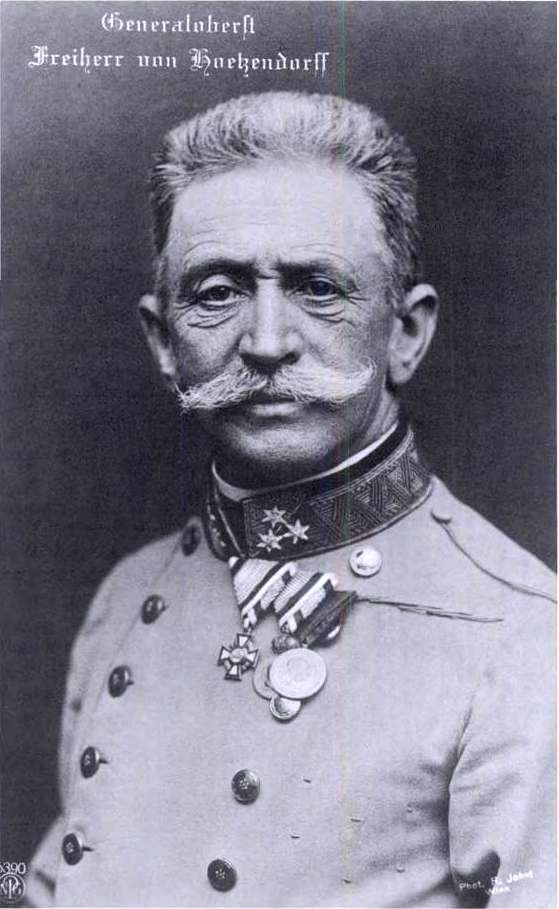
Franz Conrad von Hötzendorf

Franz Conrad von Hötzendorf 1852. november 11-én született Bécs egyik külvárosában, Penzingben. Apja, id. Franz Conrad von Hötzendorf báró a huszárság nyugállományú ezredese volt. Gyermekkorát szüleivel töltötte Bécsben, ahol először magántanár tanította, majd iskolába íratták. Anyja műszaki pályára szánta, azonban apja katonát akart belőle nevelni. 11 évesen beíratták a hainburgi hadapródiskolába. A sikeres vizsga után 1871-ig a bécsújhelyi Mária Terézia Katonai Akadémia hallgatója volt, ahol kiváló eredménnyel végzett.
Az akadémia elvégzése után hadnagyi rangban a St. Pölten-i 11. tábori vadászzászlóaljhoz került, majd 1874-től a vezérkari tiszteket képző Hadiiskolára (Kriegsschule) küldték, amit kimagasló eredménnyel fejezett be. Az újabb iskola után 1876-ban hadnagyként szolgált a kassai 6. lovassági dandár törzskarában. A 4. hadosztály tisztjeként részt vett Bosznia-Hercegovina annektálásában. A hadjárat után századossá léptették elő és ebben a rangban részt vett 1882-es dél-dalmáciai felkelések leverésében. 1883-ban Galíciában szolgált. 1887-ben vezérkari őrnaggyá léptették elő, majd 1888–1891 között a vezérkari Hadiiskolán tanított. 1890-ben vezérkari ezredessé nevezték ki. Két gyalogezredben, majd a trieszti 55. gyalogdandárban szolgált. 1901-ben kapta meg a vezérőrnagyi kinevezést. 1903-tól altábornagy, a 8. gyaloghadosztály parancsnoka. Barátságba került Ferenc Ferdinánd osztrák főherceggel, aki támogatásával nemsokára vezérkari főnökké nevezték ki. 1908 novemberében táborszernaggyá nevezték ki, majd még ebben a hónapban megkapta a gyalogsági tábornokká való kinevezését. Politikai nézetei miatt összekülönbözött a császárral és egy kis ideig leváltották a vezérkar éléről, de nemsokára újra ő került erre a posztra. Vezérkari főnökként a Császári és Királyi Légierő főparancsnoka Emil Uzelac az ő alárendeltségébe tartozott. Ezen kinevezését feltehetően Uzelaccal egy időben kapta meg. Az első világháborúban kiváló hadműveleti terveket dolgozott ki, de nem állt kellő számú haderő a rendelkezésére, és a politikai viszonyokat sem tudta kellően figyelembe venni. Így Conrad befolyása csökkent és bár megkapta a tábornagyi rangot, I. Ferenc József halála után trónja lépő IV. Károly menesztette a vezérkar éléről. Von Hötzendorf kárpótlásul megkapta a Katonai Mária Terézia-rendet és az olasz fronton egy hadseregcsoport vezetését.
1918-ban grófi rangot kapott és Bad Mergentheim-ben halt meg 1925-ben.

### Repülőszázadok
A császári és királyi légierő a háború végéig összesen 79 repülőszázadot állított fel, amely azt figyelembe véve, hogy egy átlagos repülőszázad legénysége (rendfokozattól függetlenül mindenkit beleszámolva) elérte a 150 főt igen nagy, azonban az antant országainak többsége a háború végéig 300-400 korszerű repülőszázadot állított fel, ehhez képest 79 osztag elenyésző. A 79 osztag megoszlása a következő volt: 54 vegyes harci-repülőgép század, 20 vadászszázad és 5 nehézbombázó század. A repülőszázadok a fronton a föléjük rendelt hadsereg parancsnokságához tartoztak, amelyek a vezérkari tisztek révén tartották a kapcsolatot a repülőszázad állomáshelyének parancsnokával, illetve a repülőszázad parancsnokával.

#### Jelölések
A speciális repülőszázadok mint például a fényképészek, bombázók a sorszámuk mellé egy nagybetűs megjelölést kaptak, míg az egyszerű repülőszázadok csupán számot. A betűvel való jelölést egyébként 1916-tól vezették a be a légierőnél (ekkor a legtöbb repülőszázad nevéhez hozzáírták a feladatkörét jelző betűt). Ezen jelölések:

| Rövidítés | Teljes név      | Feladatkör |
| --------- | --------------- | --- |
| D         | Division        | Hadosztály-felderítő, közfelderítő és tüzérségi irányító század. (pl.: Flik 43D, vagyis 43. hadosztály-felderítő század) |
| F         | Fernaufklärungs | Távolfelderítő század, hosszabb hátországi felderítési és megfigyelési feladatokkal                                      |
| G         | Grossflugzeug   | Többmotoros nagy repülőgépek, távolsági bombázók. (pl.: Flik 101G, vagyis 101. távolsági bombázószázad)                  |
| J         | Jagdeflieger    | Vadászrepülő-század (pl.: Flik 42J, vagyis 42. vadászszázad)                                                             |
| K         | Korps           | Hadtestfelderítő század, különleges feladatokra                                                                          |
| P         | Photoeinsitzer  | Fényképész-vadászszázad                                                                                                  |
| Rb        | Reinbildgeräte  | Különleges fényképész század                                                                                             |
| S         | Schlachtflieger | Csatarepülő-század gyalogságot támogató feladatokkal                                                                     |

#### 1914 végéig alakult tábori repülőszázadok
| Neve             | Bevetési helye | Állomáshelye           | Parancsnoka                |
| ---------------- | -------------- | ---------------------- | -------------------------- |
| 1. repülőszázad  | Szerb front    | Sztaniszlau            | Josef Smetana főhadnagy    |
| 2. repülőszázad  | Szerb front    | Brezovo Polje          | Richard Hübner százados    |
| 3. repülőszázad  | Szerb front    | Sanok                  | Jan Kaszanovics százados   |
| 4. repülőszázad  | Szerb front    | Rogatica               | Bernárd Mátyás százados    |
| 5. repülőszázad  | Orosz front    | Nisko                  | Kenese Waldemár főhadnagy  |
| 6. repülőszázad  | Szerb front    | Fjeri                  | Oscar Zeidner százados     |
| 7. repülőszázad  | Orosz front    | Nisko                  | Hermann von Nemec százados |
| 8. repülőszázad  | Orosz front    | Radymno                | Stangler Rudolf főhadnagy  |
| 9. repülőszázad  | Szerb front    | Kevevára               | Adolf Heyrowsky százados   |
| 10. repülőszázad | Orosz front    | Cieszanov              | Erik Kahlen százados       |
| 11. repülőszázad | Orosz front    | Lemberg                | Lehmann György százados    |
| 12. repülőszázad | Tartalékos     | Fischamend             | Wilhelm Köppl százados     |
| 13. repülőszázad | Szerb front    | ?                      | Jan Kaszanovics százados   |
| 14. repülőszázad | Orosz front    | Lemberg                | Kara Jenő százados         |
| 15. repülőszázad | Szerb front    | ?                      | Losonczy Béla főhadnagy    |
| 16. repülőszázad | Olasz front    | Sankt Veit an der Glan | Schuszter Richárd százados |

#### 1915-ben alakult repülőszázadok
| Neve             | Bevetési helye | Állomáshelye | Parancsnoka                |
| ---------------- | -------------- | ------------ | -------------------------- |
| 17. repülőszázad | Olasz front    | Trento       | Josef Schwarzböck százados |
| 18. repülőszázad | Orosz front    | Cseremhiv    | August Knirsch százados    |

#### 1916–1918 között alakult repülőszázadok
| Neve              | Bevetési helye          | Állomáshelye                 | Parancsnoka                                  |
| ----------------- | ----------------------- | ---------------------------- | -------------------------------------------- |
| 19. repülőszázad  | Orosz front             | Haidenscaft                  | Altadona György főhadnagy                    |
| 20. repülőszázad  | Orosz front             | Wladimir-Volinskij           | Czapáry Jenő százados                        |
| 21. repülőszázad  | Olasz front             | Pergine                      | Fekete Örs Oszkár százados                   |
| 22. repülőszázad  | Orosz front             | Michałowo                    | Wilhelm Ritter von Pichs főhadnagy           |
| 23. repülőszázad  | Román front             | Szepesremete                 | Kammerer Andor százados                      |
| 24. repülőszázad  | Olasz front             | Pergine                      | Hideghéthy Miklós főhadnagy                  |
| 25. repülőszázad  | Orosz front             | Berzovica                    | Zuléger károly főhadnagy                     |
| 26. repülőszázad  | Olasz front             | Horodenka                    | Erich Porsch főhadnagy                       |
| 27. repülőszázad  | Orosz front             | Wladimir-Volyuskij-Zlocov    | Roman Florer főhadnagy                       |
| 28. repülőszázad  | Olasz front             | Prosecco                     | Viktor Schünzel százados                     |
| 29. repülőszázad  | Román front             | Kézdivásárhely               | Gustav von Holz százados                     |
| 30. repülőszázad  | Román front             | Aknaszlatina                 | Wadigen Froreich százados                    |
| 31. repülőszázad  | Orosz-román             | Csernovic                    | Szendrey László főhadnagy                    |
| 32. repülőszázad  | Tartalékban             | Karánsebes                   | Richard Hübner százados                      |
| 33. repülőszázad  | Román front             | Kézdivásárhely               | Hervay Egon főhanagy                         |
| 34. repülőszázad  | Olasz front             | Sankt Veit an der Glan       | Martinek Vince főhadnagy                     |
| 35. repülőszázad  | Olasz front             | Giai-St. Veit                | Eduard Rzmenowski von Trautenegg százados    |
| 36. repülőszázad  | Román front             | Karánsebes                   | Dréher Ernő főhadnagy                        |
| 37. repülőszázad  | Olasz front             | St. Lorenzo                  | Adolf Perstinger százados                    |
| 38. repülőszázad  | Román, majd olasz front | Aknaszlatina, majd Pordenone | Pál Andor főhadnagy                          |
| 39. repülőszázad  | Román, majd olasz front | Feltre                       | Brunner József százados                      |
| 40. repülőszázad  | Román front             | Galanești                    | Felix Seigerschmidt főhadnagy                |
| 41. repülőszázad  | Olasz front             | Sesana                       | Godwin Brumowski százados                    |
| 42. repülőszázad  | Olasz front             | Prosecco                     | Háry László százados                         |
| 43. repülőszázad  | Orosz front             | Kovel                        | Király Kornél százados                       |
| 44. repülőszázad  | Román front             | Vermeșty, majd Szentkatolna  | Korbuly László főhadnagy                     |
| 45. repülőszázad  | Olasz front             | Levico                       | Vuketics István százados                     |
| 46. repülőszázad  | Olasz front             | Prosecco                     | Karl Banfield százados                       |
| 47. repülőszázad  | Orosz front             | Kraszne                      | Ferdinand Cavallar von Grabensprung százados |
| 48. repülőszázad  | Olasz front             | Pergine                      | Fekete Örs Oszkár százados                   |
| 49. repülőszázad  | ?                       | ?                            | Jovo Calogovich főhadnagy százados           |
| 50. repülőszázad  | Román front             | Beszterce                    | Bisits Tibor százados                        |
| 51. repülőszázad  | Olasz front             | Haidenschaft                 | Benno Fiala von Fernbrugg főhadnagy          |
| 52. repülőszázad  | Román, majd olasz front | Kézdivásárhely               | Csenkely Géza huszár-főhadnagy               |
| 53. repülőszázad  | Olasz front             | Aviano                       | Hans Schifferer százados                     |
| 54. repülőszázad  | Olasz front             | San Pietro                   | ?                                            |
| 55. repülőszázad  | Olasz front             | Pergine                      | Modory (Maier) József százados               |
| 56. repülőszázad  | Olasz front             | Villach                      | Robert Ellner százados                       |
| 57. repülőszázad  | Olasz front             | Oberlaibach                  | Adolf Eichberger százados                    |
| 58. repülőszázad  | Olasz front             | Casarsa, majd Mansue         | Lukács Károly százados                       |
| 59. repülőszázad  | Olasz front             | San Giacomo di Veglia        | Lukács Károly lovassági százados             |
| 60. repülőszázad  | Olasz front             | Feltre                       | Linke-Crawford főhadnagy                     |
| 61. repülőszázad  | Olasz front             | Motta di Livenza             | Strohschneider főhadnagy                     |
| 62. repülőszázad  | Olasz front             | San Martino                  | Szalay Ernő főhadnagy                        |
| 63. repülőszázad  | Olasz front             | Giai, majd Portogruaro       | Terk Ruppert százados                        |
| 64. repülőszázad  | Szerb, majd olasz front | ?                            | Macourek Béla főhadnagy                      |
| 65. repülőszázad  | Olasz front             | Santa Giustina               | Kammerloher Ottó főhadnagy                   |
| 66. repülőszázad  | Olasz front             | Feltre                       | Szendrey László százados                     |
| 67. repülőszázad  | Olasz front             | Gaiarine                     | Bermann Frigyes főhadnagy                    |
| 68. repülőszázad  | Olasz front             | Aviano                       | Egon Wagner százados                         |
| 69. repülőszázad  | Olasz front             | Gaiarine                     | Suput Belizár százados                       |
| 70. repülőszázad  | Olasz front             | Godega di Sant'Urbano        | Ernst Zimmermann százados                    |
| 71. repülőszázad  | Olasz front             | Giai <c/enter>               | Jeszenszky Imre főhadnagy                    |
| 72. repülőszázad  | Olasz front             | San Fior                     | Hebra Ede főhadnagy                          |
| 73. repülőszázad  | ?                       | ?                            | ?                                            |
| 74. repülőszázad  | Olasz front             | San Fior                     | Franz Cserich főhadnagy                      |
| 101. repülőszázad | Olasz front             | ?                            | Szabadits Károly százados                    |
| 102. repülőszázad | ?                       | ?                            | Kammerer Andor százados                      |
| 103. repülőszázad | ?                       | ?                            | Nagykosztolányi Károly százados              |
| 104. repülőszázad | ?                       | ?                            | Stoján Lajos százados                        |
| 105. repülőszázad | ?                       | ?                            | Csenkely Géza huszár-főhadnagy               |

### A gépek felségjelzése
Az osztrák-magyar légierő gépeit az 1914-ben megkezdődött mozgósításkor piros-fehér-piros (Ausztria és egyben a Cs. és Kir. Légierő zászlaja) színűre festették. Érdekesség, hogy a háború első évében a felderítő gépek még a Monarchia hadi lobogóját is vontatták. A háború második évében, 1915-ben az összes ilyen gépen átfestették a piros-fehér-piros zászlót egy fehér négyzetben lévő fekete máltai keresztre. Erre azért volt nagy szükség, mert rossz időjárási viszonyok között gyakran összetévesztették a piros-fehér-kék festésű angol és francia gépekkel. Bár ez a felségjel volt a legtovább bevezetve, folyamatosan kisebb változások történtek rajta. 1917-től a máltai kereszt körül már nem festettek egy teljes négyzetet, csupán a máltai kereszt vonalait szegélyezték ki. A háború utolsó hónapjaiban bevezették a német légierő felségjelzésével azonos fekete gerendakeresztet fehér vonalakkal közrefogva.

1915-ig
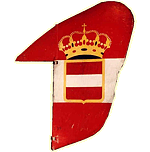
1915-ig
1915-től
1917-től

### Repülőgéptípusok[32]

#### Osztrák-magyar szabadalom
- Aviatik D.I-es vadászrepülőgépet az osztrák hadvezetés nem titkolt szándékkal azért terveztette, hogy a jóval korszerűtlenebb Hansa-Brandenbrug C.I-es repülőgépet leváltsa. A biplán tervezője Julius von Berg volt, ezért a gépet később a pilóták csupán „Berg”-nek nevezték. A rendszeresítést követően hamar kiütköztek a repülőgép hiányosságai és gyengeségei. Több pilóta panaszkodott rá, hogy a gyenge a törzsön lévő hátsó féklapát, és a motor nem bírja el a gépet, ezért hamar túlmelegedhet. A legeredményesebb Aviatik ász Julius Arigi volt, aki a háború utolsó évében javarészt ezzel a típussal harcolt. A gép az ő tetszését sem nyerte el, folyton a gép gyenge manőverezőképességére panaszkodott.[33] Az Aviatik D.I-es gépből a háború során mintegy hétszáz darabot gyártottak. A gépnek a továbbiakban elkezdték a továbbfejlesztett változatát gyártani Aviatik D.II néven, ám a háború véget ért mielőtt az új gép részt vehetett volna a harcokban.
- Hansa-Brandenburg B.I-es Ernst Heinkel, a későbbi legendás Heinkel He sorozat tervezőjétől származott, akit ekkoriban a Hansa-Brandenburg Repülőgépgyár foglalkoztatott. A kétszemélyes repülőgépben helyet kapott egy pilóta és egy megfigyelő, aki főként a géppuskát kezelte. A gépbe Benz Bz.III-as motor került. A típusnak több változata is elterjedt, ezek legnagyobb különbsége a motor típusa.[34]
- Hansa-Brandenburg CC-es repülőgép egy vadász ún. hidroplán vagy repülőcsónak volt, amelyet a Hansa und Brandenburgische Flugzeug-Werke kezdett el gyártani 1916-ban. A gépet Ernst Heinkel tervezte, nevét a Brandenburg cég egyik finanszírozójáról, Camillo Castiglioniról (CC) kapta. A gép egyszemélyes volt, két vagy három géppuskával volt felszerelve. Benz típusú motorja 175 km/h maximális sebességet biztosított.[35]
- Hansa-Brandenburg D.I-es repülőgép még elődjénél is nagyobb sikert aratott a pilóták körében. Az Ernst Heinkel által tervezett gép számos tulajdonsága hasonlóan sikeres volt mint a C.I-esé. Egy érdekesség, hogy ezzel a típussal szenvedett a legtöbb pilóta légi balesetet. A háború során mintegy kétszáz darabot gyártottak a gépből. A legeredményesebb D.I-es pilóta Godwin Brumowski volt, aki egymaga 23 légi győzelmet aratott ezen típust repülve. A gép egyébként a B-sorozat pontos mása volt, csupán a D-sorozatos gépekbe Benz B.II-es motor került.[36]
- Lloyd C.II-es repülőgépet a Magyar Lloyd Repülőgép- és Motorgyárban tervezték és itt valósult meg a konstrukció is. A gyár számos újítást vezetett be. Például az itthon gyártott repülőgépekre elsőként szereltek rögzített géppuskát, illetve itt alkalmazták először az egyenszilárdságú szárnyfelületet, amely biztonságosabb repülést és manőverezést tett lehetővé.[37]
- Lohner C.I-es felderítő repülőgépet a Jakob Lohner AG gyártotta, első példányai 1916-ban szálltak fel. A gép egy Austro-Daimler 6 hengeres, folyadékhűtéses, 160 lóerős motorral rendelkezett. Maximális sebessége 137 km/h volt. A személyzetet 2 fő alkotta, a védelmet egy hátsó géppuska látta el.[38]
- Phönix C.I-es felderítő és ún. általános célú biplánt a Phönix Flugzeug-Werke gyártotta, első példányai 1918-ban léptek szolgálatba. A repülőgép elsősorban felderítés céljából működött, de fel volt szerelve 2 géppuskával és akár 50 kg-os bombát is tudott szállítani. 177 km/h sebességét egy Hiero 6-hengeres, folyadékhűtéses, 230 LE teljesítményű motor biztosította. A repülőgép a légierő megszűnéséig állt szolgálatban kétfős személyzettel.[39]
- Phönix D.I-es vadászgépet a Phönix Flugzeug-Werke gyártotta, első példánya 1917-ben szállt fel. A gép lassúbb és kevésbé irányítható volt az ellenség vadászaihoz képest, azonban jól fel volt fegyverezve, és a gépből jól kiláthatott a pilóta. A gépnek egy Hiero hathengeres, folyadékhűtéses motorja volt, ami 200 LE teljesítménnyel tudott működni és maximális sebessége elérte a 180 km/h sebességet. Az egyszemélyes vadászból a háború végéig közel 50 darab épült.[40]
- Ufag C.I-es gépet Magyarországon, a Ungarische Flugzeugfabrik gyártotta, mint felderítőgépet. Az Ufag C.I-es a háború végén, 1918-ban került szolgálatba. Hiero 6-hengeres, folyadékhűtéses, 230 LE teljesítményű motorja 190 km/h maximális sebességre volt képes. 1 fős személyzettel és 2 vagy 3 géppuskával rendelkezett. A modell a háború végéig állt szolgálatban.[41]

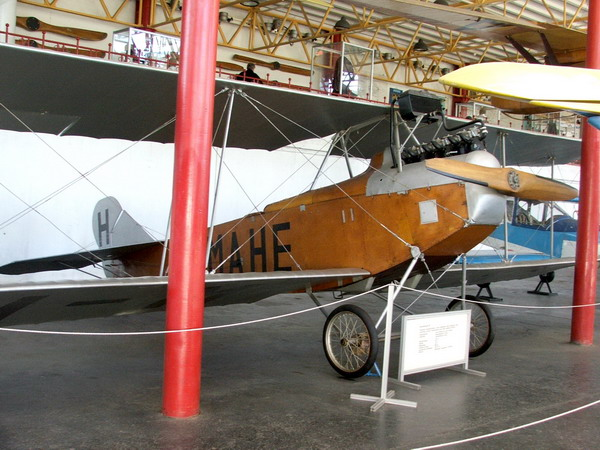
Hansa-Brandenburg B.I
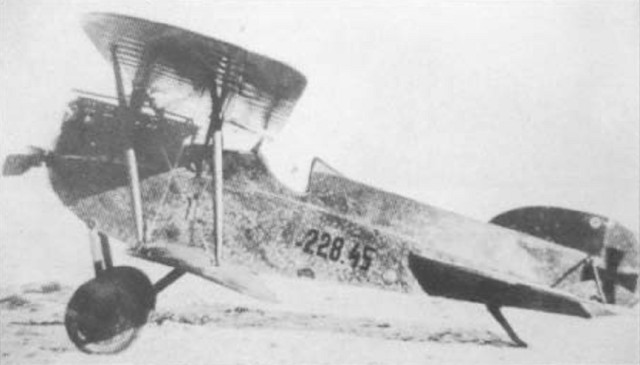
Phönix D.I

#### Német licenc alapján behozott és gyártott
- Albatros D.I-es vadászgép a Német Birodalom által első sorozatban gyártott Albatros típus volt. Bár a repülőgép karrierje igen rövid volt (csupán 50 darabot gyártottak belőle), mégis meghatározónak tekinthető a német repülőgépipar fejlődésében. A teli tankkal majdnem ezer kilós repülőgépet egy pilóta vezette, és 8 mm-es dupla géppuskával volt felszerelve.[42]
- Albatros D.II-es a D.I-es típus szárnyelrendezésének felülvizsgálatával született meg. A gépbe korszerű, nagy teljesítményű Mercedes D.III-as motorok kerültek. A típus elődjénél bár sikeresebb volt, az ő pályafutása sem tartott tovább, ugyanis 1917-ben megszületett az Albatros család következő, és egyben legsikeresebb fejlesztése, a D.III-as.[43]
- Albatros D.III-as vadászgép 1917 elején került a német csapatokhoz, és hozzájárult az átmeneti légi fölény megszerzéséhez. Elődeihez képest fontos újítások voltak, hogy a gép szárnyrendszerét átalakították, és a hűtőt áthelyezték. A szárnyrendszer átalakítását követően a pilóták lényegesen nagyobb kilátásra tettek szert, ám hamarosan átadták helyüket az új D.V-ösnek.[44]
- Etrich Taube tervezője Ignaz Etrich volt pilótabarátja, Karl Illner közreműködésével. A gép első repülésére 1909 júliusában került sor. A repülőgép németországi gyártásának jogát a Rumpler nevű cég szerezte meg, amely Rumpler Taube néven gyártotta és forgalmazta termékét, ám hamarosan beszüntette a licencdíj fizetését. Igo Etrich a jogi vita elhúzódása és a világháború kitörése miatt úgy döntött, hogy inkább lemond szabadalmi jogáról és azt közhasználatúvá teszi. Ez a döntés hozzájárult a gép széles körű elterjedéséhez, lévén, hogy Etrich gépét végül több mint 40 cég gyártotta különböző márkaneveken. A Taubéből számos európai ország rendelt, a használó között volt az Osztrák–Magyar Monarchia és az Olasz Királyság is.
- Fokker E.III-as gép 1915-ben jelent meg a frontokon. Legfőbb előnye a légcsavarkörön átlövő szinkronizált 8 mm-es Spandau géppuska volt. A repülő hamarosan az első világháború klasszikus vadászgépe lett, a típusból 250 darabot gyártottak. Az E.III-as egyik leghíresebb pilótája Max Immelmann volt.[45]
- Hansa-Brandenburg C.I-es gép szárnya készítésénél korának legfejlettebb technológiáját alkalmazták. Kiválóan sikerült a törzs is, különösen a pilóta és a megfigyelő helyének kialakítása mondható szerencsésnek, a vezetőt kevésbé zavarták a légáramlatok, a megfigyelőnek nagyszerű kilövési lehetősége volt hátrafelé. Mindezekhez erős futószerkezet társult. A gép lassú, viszont rendkívül levegőbiztos volt. A Császári és Királyi Légierő legeredményesebb Hansa-Brandenburg C.I-es pilótája Adolf Heyrowsky volt, aki 9 igazolt győzelmet aratott a géppel.[46]
- Pfalz D.III-as a Pfalz repülőgépgyár első sikeres konstrukciója volt. Sikerességét mi sem jelzi jobban, hogy a háború végéig a német repülőgépgyátak közel 1000 darabot gyártottak belőle. A gép első típusai 1917 augusztusában kezdték meg frontszolgálatukat.

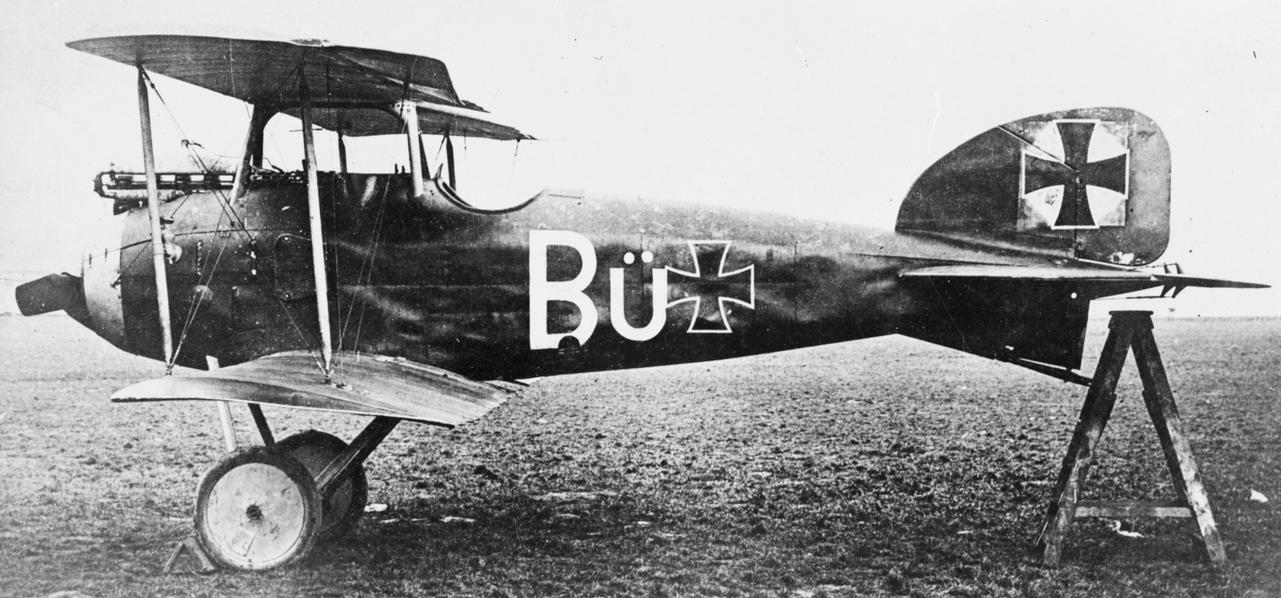
Albatros D.I
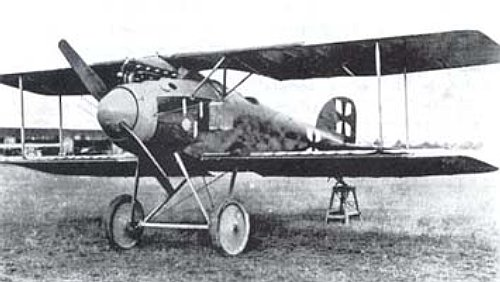
Albatros D.II
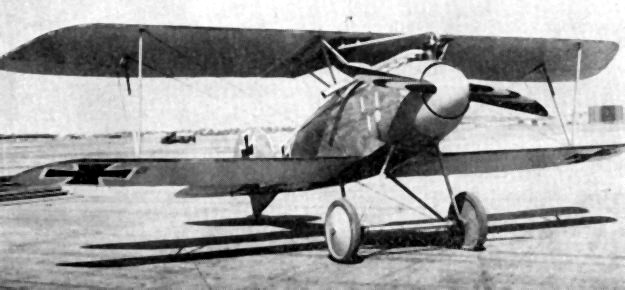
Albatros D.III
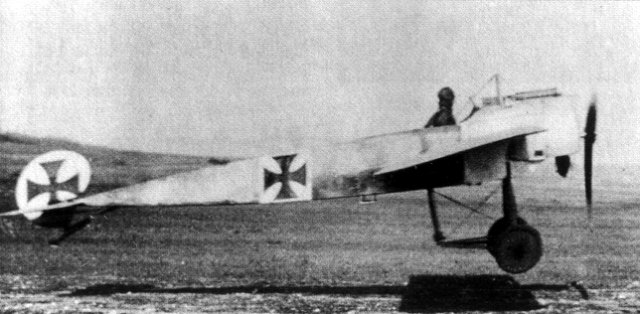
Fokker E.III

## Megkülönböztető jelzések, ruházat

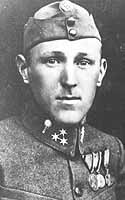
Kasza Sándor gallérján jól látszik a rendfokozati csillagok mögötti csapatjelvény

A Légjárócsapatoknak soha nem volt külön, egységes egyenruhájuk, a katonák korábbi fegyvernemük egyenruháit hordták. Megkülönböztetésül 1910 után csapatjelvényt viseltek a gallérjukon, a rendfokozati jelzések mögött. A tiszteknél arany-, a legénységi állomány esetében ezüstszínű jelvény léghajót (1896 M típusú megfigyelőballont) formázott. A jelvényt 1917 után sapkán is viselték. A haditengerészeti repülők nem a jelvényt hordták, hanem egyenruhájuk bal felkarján aranyszínű (fehér ruhán fekete), szárnyas légcsavart ábrázoló jelzést viseltek. A matrózok 1917 után K.u.K. Seefliegerkorps feliratú sapkaszalagot hordtak.
A szakképzettséget táboripilóta- illetve megfigyelőjelvénnyel mutathatták meg. A pilótajelvény zöld tölgykoszorúból állt, amelyet felül császári korona, alul fehér pajzsban FJI (illetve Ferenc József halála után Károly császárra utaló K) betűk fogtak össze. Középen a koszorúból kilógó, kitárt szárnyú bronzsas volt látható. A megfigyelőjelvényen fehér babérkoszorú volt megfigyelhető, felül az uralkodói monogrammal, alul kettős címerrel, a középső sas pedig villámokat tartott a karmai között.

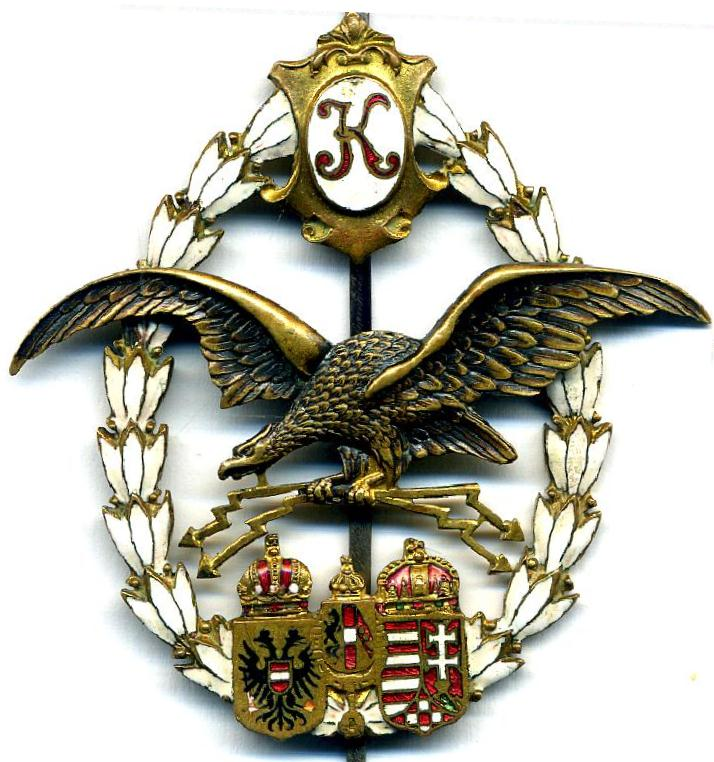
Megfigyelőjelvény (1917)

Előírás hiányában a legénység – főleg a pilóták – saját ízlésük szerint keverték a különböző fegyvernemek ruhadarabjait. Hefty Frigyes 1916-ban így írta le egy pilótatársa öltözetét: „Kávébarna tüzértiszti zubbony, jól szabott szürke bricsesz, sárga lábcsavar és cipő, ellenzőnélküli huszáros sapka”. Kaszala Károly és Frank Linke-Crawford a fotók tanúsága szerint szürke zubbonyhoz fehér pantallót hordott. 1917-től népszerűvé vált az önkénteseknél előírt ún. Károly-blúz (Karlsbluse) viselete. A 16. repülőszázadnál kialakult az a szokás, hogy csak a veterán pilóták hordhattak nyakkendőt.
A tengerészeti repülők ezzel szemben 1915-ben táboriszürke színű, impregnált pamutszövetből készült egyenruhát kaptak. A tisztek rangjelzésüket a flotta szokásai szerint a kabátujj végén hordták, de a többiektől eltérően ezek nem arany, hanem fekete színűek voltak.
Bevetés közben a nyitott pilótafülkében, esetenként 3 ezer méteres magasságban fontos volt a hideg elleni védelem. A védőszemüveg mellett bőrmaszkot (vagy arcra tekert gyapjúsálat) és bőrsapkát (esetenként parafa- vagy nemezzel bélelt fémsisakot) vettek fel. Mivel a felsőruházatnak szélállónak kellett lennie, a pilótaruha fekete vagy sötétbarna krómbőrből készült, szőrmebéléssel.

## Veszteségek

### Emberveszteség
A légierő emberveszteségeiről pontos adatokat csupán 1918. október 10-ig állnak rendelkezésre, ekkor ugyanis az Osztrák–Magyar Monarchia katonailag összeomlott. Ám feltehető, hogy a kevés harci tevékenység tekintetében a további áldozatok száma elenyésző. Ekkor a légierő kötelékéhez 79 repülőszázad és (a kisegítő és parancsnoki személyzettel együtt) megközelítőleg negyvenkétezer fős, a léggömbös osztagokkal együtt ötvenezer fős legénység tartozott.
A légierő hősi halottainak száma a háború végéig elérte a 728-at, akik közül 318 fő volt magyar származású. A sebesültek száma megközelítőleg 550-600 fő volt.

### Hősi halált halt ászpilóták
- Otto Jäger (†1917. augusztus 19.) őrnagy egy légi párbajban esett el egy olasz Nieuport által. Teljes katonai tiszteletadással temették el.
- Szepessy-Sokoll Rudolf (†1917. november 6.) november 5-én két győzelmet szerzett, elérve ezzel az ászpilóta minősítést. Egy napra rá Francesco Baracca egy légi párbajban lelőtte Szepessy-Sokollt, aki hősi halált halt.
- Frint János (†1918. február 25.) egy Albatros D.III-as gépet tesztelt amikor a gép meghibásodott, így kényszerleszállást hajtott végre egy gyümölcsösben ahol annak gazdái meggyilkolták. Az Olaszországi Auer temetőjében helyezték örök nyugalomra számos német és osztrák–magyar bajtársával együtt.
- Tahy Sándor (†1918. március 7.) éppen felderítőúton volt Albatros D.III-as vadászrepülőgépével, amikor egy ismeretlen eredetű lövés érte. A gép nyomban zuhanni kezdett, és Tahi feltehetően a földet éréskor életét vesztette.
- Ernst Strohschneider (†1918. március 21.) rövid légi párbajt követően Motta di Livensa légterében lelőtték gépét, Strohschneider főhadnagy pedig repülőhalált halt.
- Kurt Gruber (†1918. április 4.) Phönix D.I-es repülőgépét április 4-én lőtték le. Az altiszt azonnal hősi halált halt.
- Gräser Ferenc (†1918. május 17.) éppen egy küldetést teljesített, amikor Antonio Chiri olasz ászpilóta megtámadta és rövid párbajt követően lelőtte Gräser Albatros D.III-as repülőgépét, így a 16 győzelmes magyar pilóta hősi halált halt.
- Andreas Dombrowski (†1918. május 4.) győzelmeinek a brit Gordon Apps vetett véget, amikor egy sortűzzel kényszerleszállásra kényszerítette repülőgépét. Lángoló gépével azonban nem sikerült leszállnia, és az Albatros D.III-as a földbe csapódott, Dombrowski pedig hősi halált halt.
- Karl Patzelt (†1918. május 4.) szerencséje elhagyta, amikor a kanadai ász, Gerald Birks lelőtte gépét, és Patzelt azonnal repülőhalált halt.
- Kurt Nachod (†1918. május 11.) egy balszerencsés repülőbalesetet szenvedett május 9-én, sérülései viszont olyan súlyosak voltak, hogy két nappal később életét vesztette.
- Kiss József (†1918. május 24.) Reggel hat órakor Kiss József Kasza Sándor őrmesterrel és Josef von Maier századossal együtt szállt fel. A magyar pilótákat a Cizmon folyó völgye felett angol Sopwith típusú repülőgépek támadták meg. Kiss József ügyes manőverezéssel az angol pilóták mögé került és tüzelni kezdett. A géppuskája azonban az első sorozat kilövése után meghibásodott. Mivel gépe védtelenné vált így megpróbált kitérni a csata elől. Hosszas manőverezésbe kezdett, azonban az angol pilóták végül Campolongo községnél utolérték és kilőtték a repülőgépét, amely lezuhant és Kiss József hősi halált halt.
- Karl Urban (†1918. július 12.) repülőgépe július 12-én tűnt el, feltehetően lezuhant, vagy lelőtték.
- Frank Linke-Crawford (†1918. július 30.) egy hosszabb bevetést követően egyedül repült. Ekkor hirtelen a 91. olasz vadászszázad gépei tűntek fel, akik nyomban megtámadták Linke-Crawford magányos gépét, és rövid légi harcot követően a túlerőben lévő ellenség lelőtte, a híres ászpilóta pedig hősi halált halt.

### Repülőgép-veszteség
A Monarchia repülőgép veszteségéről pontos kimutatás nincs, azonban balesetek és légi párbajok során elpusztult gépek száma mintegy 3000 darab körül ingadozik.

## A Császári és királyi Légierő pilótái

### Az ászpilóták listája
| - Godwin Brumowski (35 igazolt légi győzelem) - Julius Arigi (32 igazolt légi győzelem) - Benno Fiala von Fernbrugg (28 igazolt légi győzelem) - Frank Linke-Crawford (27 igazolt légi győzelem) - Kiss József (19 igazolt légi győzelem) - Gräser Ferenc (18 igazolt légi győzelem) - Eugen Bönsch (16 igazolt légi győzelem) - Fejes István (16 igazolt légi győzelem) - Ernst Strohschneider (15 igazolt légi győzelem) - Adolf Heyrowsky (12 igazolt légi győzelem) - Kurt Gruber (11 igazolt légi győzelem) - Franz Rudorfer (11 igazolt légi győzelem) - Friedrich Navratil (10 igazolt légi győzelem) - Raoul Stojsavljevic (10 igazolt légi győzelem) - Gottfried von Banfield (9 igazolt légi győzelem) - Otto Jindra (9 igazolt légi győzelem) - Georg Kenzian (9 igazolt légi győzelem) - Udvardy Ferdinánd (Nándor) (8 igazolt légi győzelem) - Kaszala Károly (8 igazolt légi győzelem) - Heinrich Kostrba (8 igazolt légi győzelem) - Tahy Sándor (8 igazolt légi győzelem) - Josef Friedrich (7 igazolt légi győzelem) - Ludwig Hautzmayer (7 igazolt légi győzelem) - Risztics János (7 igazolt légi győzelem) - Maier József (7 igazolt légi győzelem) | - Otto Jäger (7 igazolt légi győzelem) - Andreas Dombrowski (6 igazolt légi győzelem) - Frint János (6 igazolt légi győzelem) - Kasza Sándor (6 igazolt légi győzelem) - Karl Nikitsch (6 igazolt légi győzelem) - Franz Peter (6 igazolt légi győzelem) - Josef Pürer (6 igazolt légi győzelem) - Roman Schmidt (6 igazolt légi győzelem) - Wéber Rudolf (6 igazolt légi győzelem) - Macourek Béla (5 igazolt légi győzelem) - Busa Gyula (5 igazolt légi győzelem) - Hefty Frigyes (5 igazolt légi győzelem) - Julius Kowalczik (5 igazolt légi győzelem) - Franz Lahner (5 igazolt légi győzelem) - Friedrich Lang (5 igazolt légi győzelem) - Kurt Nachod (5 igazolt légi győzelem) - Augustin Novak (5 igazolt légi győzelem) - Karl Patzelt (5 igazolt légi győzelem) - Alois Rodlauer (5 igazolt légi győzelem) - Szepessy-Sokoll Rudolf (5 igazolt légi győzelem) - Karl Teichmann (5 igazolt légi győzelem) - Karl Urban (5 igazolt légi győzelem) - Wognár Ferenc (5 igazolt légi győzelem) - Lasi János (5 igazolt légi győzelem) |

### Híres pilóták

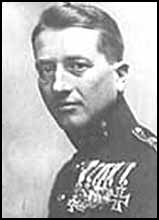
Godwin Brumowski

#### Godwin Brumowski
A császári és királyi légierő legeredményesebb pilótája 35 igazolt és 8 igazolatlan légi győzelemmel a galíciai születésű Godwin Brumowski volt. A háború kitörésekor tiszt volt egy tüzérezredben. Ebben az ezredben szolgált egészen 1915 júliusáig, amikor is jelentkezett a császári légierőbe. Tanuló idejének egy részét a cseh származású Otto Jindranál töltötte, aki már akkor is eredményes ászpilóta volt. Később huzamosabb ideig a legendás német ászpilóta, Oswald Boelcke mellett harcolt. A monarchiába való visszatérése után egyenesen az olasz frontra vezényelték, ahol az általa alapított és vezetett Flik 42J (42. vadászszázad) legeredményesebb pilótájává vált. Ellenségei rettegtek a fehér koponyától amelyet a pilóta gépére festett. Brumowski rátermettségével és bátorságával kivívta mind bajtársai csodálatát és ellenségei tiszteletét is. Brumowski egyike azon kevés monarchiabeli pilótáknak akik megkapták a Katonai Vitézségi Érem arany fokozatát. A háborút ha nem is egy karcolással, de túlélte. Erdélyben az anyósa birtokán telepedett le és mezőgazdasággal foglalkozott. Vállalkozása azonban hamarosan csődbe ment, így a nagy népszerűségnek örvendő pilóta Bécsbe költözött, ahol egy repülőiskola alkalmazottjaként tevékenykedett. Életéhez méltóan halálát is repülőgép baleset okozta 1936-ban. A monarchia minden idők legeredményesebb vadászpilótája mindössze 47 évet élt.

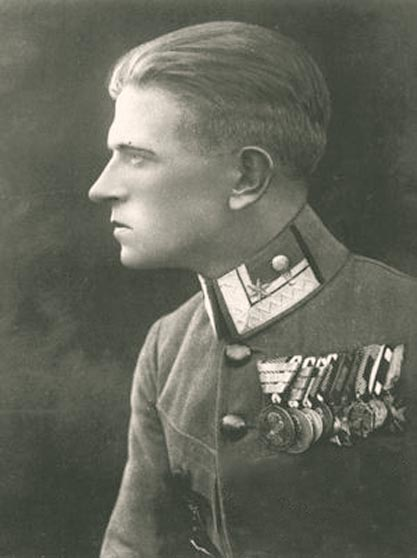
Julius Arigi

#### Julius Arigi
A cseh származású Julius Arigi a második legeredményesebb monarchiabeli ászpilóta volt az első világháború történetében. 32 igazolt légi győzelmet szerzett, ennek java részét az olasz fronton. Több pilóta társához hasonlóan Arigi is a tüzérségnél kezdte katonai szolgálatát. Julius Arigi az elsők között jelentkezett pilótának, majdnem fél évvel az első világháború kitörése előtt 1914 márciusában. Arigi volt a monarchia legtöbbször kitüntetett ászpilótáinak egyike, amelyre rá is szolgált. Arigi a Flik 1-ben (1. repülőszázad) kezdte katonai szolgálatát, majd az 55. vadászszázad vezéregyénisége lett, itt a legendás magyar ászpilóta Kiss József mellett szolgált. Az újonc pilótának már ekkor fényes karriert jósoltak, hiszen a korai bevetéseinek egyikén néhány perc alatt rögtön 5 ellenséges repülőgépet lőtt le, megszerezve ezzel az ászpilóta minősítést is. Arigi a második világháború alatt csatlakozott a német légierőhöz, a Luftwaffe-hoz, ahol a légierő egyik legfontosabb kiképzője és legtapasztaltabb katonája lett. Az ő keze alatt tanult két sikeres német ászpilóta: Walter Nowotny és Hans-Joachim Marseille, „Afrika csillaga”. Arigi azonban még a háború vége előtt látta a Luftwaffe vereségét, ezért felmondott és hazatért. 1981-ben hunyt el 86 éves korában az ausztriai Atterse városában.

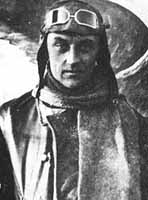
Frank Linke-Crawford

#### Frank Linke-Crawford
Az első világháború negyedik legeredményesebb osztrák-magyar katonai pilótája volt 27 igazolt és 1 igazolatlan légi győzelmével. Linke-Crawford 1893-ban született a monarchiabeli Krakkóban (Ma Lengyelország). Édesapja Adalbert Linke osztrák katonatiszt, míg édesanyja Lucy Crawford angol állampolgár volt. 1910-ben lépett be a Bécsi Katonai Akadémiába. Az akadémia elvégzése után a 6. dragonyos ezredhez került. 1916-ban helyezték át a légierőhöz, ahol öt repülőszázadban is szolgált. Győzelmei közül a legtöbbet azonban (szám szerint 13-at) a 41. vadászszázad pilótájaként szerezte meg. Linke-Crawford egyre több légi győzelmet szerzett, ezzel párhuzamosan nőtt tekintélye és emelkedett a ranglétrán. 1918-ban már főhadnagyként szolgált, bajtársai és tisztelői a Sólyom becenevet adták neki, utalva ezzel kiváló manőverezőképességére. Szerencséje 1918. július 30-án hagyta el, amikor az olasz légierő 81. repülőszázadának tagjai megtámadták és Guia légterében lelőtték Aviatik D.I-es repülőgépét. Nagy valószínűséggel Aldo Astolfi és Pier Piccio olasz pilóták lőtték le.

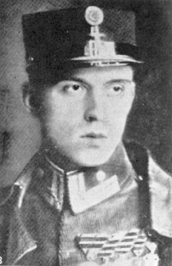
Kiss József

| „                             | Linke egyszerre volt eredményes repülő, és finom ember. Teljes mértékben támogatott és barátkozott mindenkivel, nem tett különbséget a tisztek és a nem-tisztek között, holott ezeknek kevés közük van egymáshoz. Gyakran elajándékozta győzelmeit más, kevésbé tapasztalt pilótáknak. Elképzelhetik milyen erős ember volt. | ” |
| – Julius Arigi tiszthelyettes | |   |

#### Kiss József
Ittebei Kiss József az első világháború legeredményesebb magyar ászpilótája és egyben Kiss Ernő az 1848–49-es szabadságharc egyik vértanú tábornokának unokája volt. Önkéntes katonai szolgálata során 19 igazolt légi győzelmet szerzett, azonban nem ez tette őt – ahogyan társai és ellenfelei nevezték – Az égbolt lovagjává. Kiss ugyanis ha tehette elkerülte a felesleges véráldozatokat, hiszen egy légi győzelem megszerzése annyit jelentett mint a földre kényszeríteni az ellenfelet, ami nem feltétlenül az ellenséges gép lelövését jelentette. Kiss ennek érdekében manőverezéssel megzavarta ellenfelét majd a szárnyak irányába lőtt és a föld felé terelte a repülőgépet. Légi győzelmeinek majdhogynem felét, szám szerint 9-et ezzel a taktikával szerzett meg. Bátorságát és ellenfelei iránti tiszteletét a hadvezetés 17 vitézségi éremmel honorálta. 1918. május 24-én egy brit pilótákból álló kötelék támadta meg magányosan szálló repülőgépét. Kiss manőverezni kezdett, majd az ellenséges repülőgépek hátába került és tüzet nyitott, pár lövés után azonban géppuskája meghibásodott így menekülnie kellett. A kanadai ász Gerald Birks (12 légi győzelem) viszont Campologno község légterében utolérte és lelőtte Kiss Albatros D.III repülőgépét, így a 22 éves ászpilóta hősi halált halt.

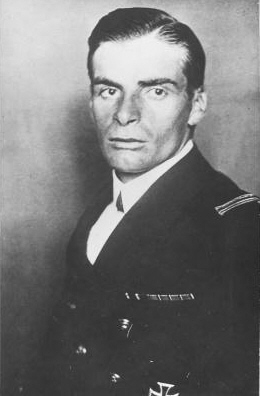
Gottfried von Banfield

| „                      | Ő volt a magyar Richthofen, s ha hasonló viszonyok és körülmények között repült volna, mint Richthofen, talán még annál is nagyobb lett volna. A magyar aviatika legnagyszerűbb hőse kétségtelenül ő volt. A repülés történetében külön fejezetet fognak nyitni számára, melynek aranylapján dicsőségesen fog ragyogni a bátor hős egyszerű neve: Kiss József. | ” |
| – Vadász Ernő újságíró | |   |

#### Gottfried von Banfield
Báró Gottfried von Banfield (német nevén:Gottfied Freiherr von Banfield) a légierő legkiválóbb tengerész-ászpilótája volt 9 igazolt és 11 igazolatlan légi győzelemmel. Banfield Castelnuovóban született 1890. február 6-án. Alapfokú tanulmányait születési helyén, míg felsőfokú tanulmányait Sankt Pölten-i katonai középiskolában illetve a haditengerészeti akadémián Fiumében végezte. A dúsgazdag származása révén Banfield még Franciaországba is eljutott, hogy a repülésről tanulhasson. Az egyik tesztrepülésen azonban kényszerleszállást kellett végrehajtania, amelynek során az egyik csontja olyan súlyosan eltört, hogy több hónapig még csak repülőben sem ülhetett. A háború kitörésekor pont emiatt a sérülése miatt nem tudott fél évig hadba vonulni. Felépülése után végre ő is harcba szállt. Az Adrián sorhajóhadnagyi rangban hidroplánjával több mint 400 bevetésen vett részt és 9 igazolt és további 11 igazolatlan légi győzelmet ért el. Bátorságáért a „Trieszti sas” névvel illették és egyedüli pilótaként a háborúban megkapta a katonai Mária Terézia-rend lovagkeresztjét. A háború befejeződése után átvette apja hajógyárát és sokáig dolgozott ott. 96 évesen hunyt el Triesztben, 1986-ban.

## A tengerészeti repülés
A légierő rohamos fejlődésének megindulását követően a Monarchia haladó szellemű tisztjei javasolták tengerészeti repülő szolgálat felállítását a haditengerészet alárendeltségében. A tengerészeti repülés kiépülésének és megszervezésének egyik vezéregyénisége Viktor Klobucsár sorhajóhadnagy volt, akit a későbbiekben a tengerészeti repülés parancsnokává neveztek ki. A gépek beszerzését követően megkezdődött a tengerésztisztek repülő szolgálatra való átképzése. Az első magyar pilótaigazolványt szerző tengerésztisztek Mikuleczky Ferenc és Maglics Szilárd sorhajóhadnagyok voltak.
Az első világháború során a tengerészeti repülés számos bevetésen vett részt. Gyakoriak voltak a felderítési feladatok és számos vízi és földi célpont ellen. Ám számos alkalommal az olasz vadászrepülőkkel és hidroplánokkal vívott küzdelmekre is sor került, amely harcok egyik leghíresebb pilótája Gottfried von Banfield sorhajóhadnagy volt.
A Nagy Háború lezárását követően IV. Károly magyar király a Császári és Királyi Haditengerészetet minden hozzá tartozó szervvel és felszereléssel együtt a formálódó jugoszláv államnak adta, ezzel az osztrák-magyar tengerészeti repülés is megszűnt.

### Szórakoztató irodalom és visszaemlékezés
- Szentiványi Jenő. Párbaj a levegőben. Ifjúsági Könyvkiadó (1955)
- vitéz Boksay Antal. A felhők katonái. AQUILA Könyvkiadó (2001). ISBN 963 679 138 4

### Szakirodalom
- Csonkaréti Károly. A császári és királyi légierő. Hajja & Fiai Könyvkiadó (2008). ISBN 978 963 7054 23 5
- Christopher Chant. Austro-Hungarian Aces of World War 1: Osprey Aircraft of the Aces. Osprey Publishing (2002). ISBN 1841763764
- Norman Franks. Above the War Fronts: The British Two-seater Bomber Pilot and Observer Aces, the British Two-seater Fighter Observer Aces, and the Belgian, Italian, Austro-Hungarian and Russian Fighter Aces, 1914–1918: Volume 4 of Fighting Airmen of WWI Series: Volume 4 of Air aces of WWI. Grub Street (1997). ISBN 1898697566
- Martin O'Connor. Air Aces of the Austro-Hungarian Empire 1914–1918. Flying Mschine Press (1994). ISBN 0963711016
- Peter Gray és Owen Thetford. German Aircrafts of the First World War. Putnam (1962). ISBN 0-933852-71-1
- Peter Grosz. Pfalz D.IIIa (Windsock Datafile No. 21). Albatros Publications (1995). ISBN 0-948414-25-1
- Jon Guttman. Balloon-Busting Aces of World War 1 (Aircraft of the Aces No. 66). Osprey Publishing (2005). ISBN 1-84176-877-4
- Jack Harris. Pfalz Aircraft of World War I (Great War Aircraft in Profile, Volume 4). Flying Machine Press (2001). ISBN 1-891268-15-5
- Greg van Wyngarden. Pfalz Scout Aces of World War I (Aircraft of the Aces No. 71). Osprey Publishing (2006). ISBN 1-84176-998-3